# 雷公藤属
雷公藤属（学名：Tripterygium）是卫矛科下的一个属，为落叶、攀援状灌木植物。该属共有昆明山海棠（T. hypoglaucum）、东北雷公藤（T. regelii）、雷公藤（T. wilfordii）等4种，分布于东亚。